# Margarida Kendall
Margarida Kendall é uma pintora portuguesa 
Frequentou, na Faculdade de Letras da Universidade de Lisboa, o Curso de História e Filosofia. Em 1974 diplomou-se na Corcoran School of Art e em 1982, na Universidade Católica da América. 
Saiu de Portugal em 1959.
Tem como símbolos recorrentes, nas suas obras, as aves, os barcos, as pontes, que "podem ser considerados como veículos de transformação ou de transporte, do conhecido para o desconhecido, de um estádio da realidade para outro". A repetida personificação de seres zoomórficos, "representa uma sátira à vida contemporânea"
O seu trabalho conta com um toque de ocultismo, alegorias, mitologia, metafísica, religião, filosofia, surrealismo e o irracional.
- Reiner, Anita; Fundação Calouste-Gulbenkian, 1984 - Margarida Kendall, Lisboa: Novotipo 750ex.
Em 1986 foi professora assistente na Studio Art, em Towson State University. Nesse mesmo ano foi seleccionada para o painel em ‘Words in Painting Colloquium”, com o escritor Michel Butor e o artista Mendi Qotbi, George Mason University. Mais tarde, em 1993 foi professora assistente na Studio Art, na George Mason University, Studio Art, passando depois a ser professora na George Mason University, Studio Art, entre 1994 (ano em que foi selecionada, em março, também para o painel "Finding your Voice", em National Museum of Women in the Arts, em Washington, D.C.) a 2000. 
Em 2003 foi seleccionada para o Juri do “Tarwick Prize: Bethesda Comtemporary Art Awards”. 

## Exposições
| Coletivas                                                                                                | Ano            |
| "Paperworks" (Washington, D.C.)                                                                          | 1974           |
| Pyramid Galleries Ltd.                                                                                   | 1975           |
| "Washington in Philadelphia" - Marian Locks Gallery (Philadelphia) - Pinturas e Desenhos                 | 1976           |
| Chicago Art Institute - "Drawings of the '70's"                                                          | março 1977     |
| Pyramid Galleries Ltd. (Washington, D.C.) - Desenhos                                                     | 1978           |
| Pyramid Galleries Ltd. - Pinturas e Desenhos                                                             | fevereiro 1978 |
| Chuck Levitan Gallery, New York - "Works on Paper"                                                       | setembro 1978  |
| Chuck Levitan Gallery, New York - "Works on Paper"                                                       | setembro 1978  |
| Osuna Gallery, Washington, D.C. - Pinturas                                                               | janeiro 1979   |
| Washington Project for the Arts - "Emerging Washington Painters" (Curated by Walter Hopps)               | setembro 1979  |
| Washington Project for the Arts - "Metarealitites" - Pinturas                                            | março 1980     |
| Fenwick Art Gallery - George Mason University Faculty Show                                               | setembro 1982  |
| “The Washington Art Community Self-Portraits”, Jane Haslem Gallery, Washington, D.C.                     | junho 1985     |
| “Contemporary Artists from Portugal and Brazil”, Brazilian-American Cultural Institute, Washington, D.C. | maio 1987      |
| “Diaspora”, Icaro Gallery, Lisboa, Portugal                                                              | março 1989     |
| Fairfax County Council of the Arts Open Exhibition, Fairfax, Va.                                         | maio 1991      |
| “The Hero”, Fondo del Sol Gallery, Washington, D.C.                                                      | abrir 1993     |
| Washington Project for the Arts Invitational Auction, Washington, D.C.                                   | novembro 1994  |
| “Catholic Girls”, Maryland Art Place, Baltimore, Md.                                                     | outubro 1994   |
| “Lilith”, Curador: J.W. Mahoney, Rockvllle Arts Place, Rockville, Md.                                    | setembro 1995  |
| M.O.C.A. Biennial of Washington Art, The Museum of Contemporary Art, Washington, D.C.                    | dezembro 1995  |
| “Metamorphosis - The 1996 Art Auction”, Corcoran Gallery of Art, D.C.                                    | 1996           |
| The Figure Interpreted”, Curador: John Figura, Fine Arts Gallery, George Mason University, Fairfax, Va.  | fevereiro 1998 |
| “Council Room - ‘The Artist Heraldry Show”, Curador: Andrea Pollan, PU.,McLean Project for the Arts      | junho 1999     |
| “Artes de Outras Partes”, convidada pelo Governo Português, Museu da Água, Lisboa, Portugal              | maio 1999      |
| “Contemporary Realism” – Curador: F. Lennox Campello, -The Athenaeum, Alexandria, VA.                    | outubro 2001   |
| The Tullman collection, mobile, Ala. Museum of Art                                                       | 2006           |
| Individuais                                                                                              | Ano            |
| Pyramid Galleries Ltd. - Desenhos                                                                        | março 1975     |
| Maxwell Davidson Gallery (New York) - Pinturas e Desenhos                                                | outubro 1976   |
| Osuna Gallery (Washington D.C.) - Pinturas                                                               | 1981           |
| St. Jonh's College Art Gallery - Annapolis, Md. - Pinturas e Desenhos                                    | novembro 1982  |
| Osuna Gallery (washington, D.C.) - Desenhos                                                              | janeiro 1983   |
| Fundação Calouste Gulbenkian, Centro de Arte Moderna (Lisboa) - Desenhos e Pinturas                      | 1984           |
| Holtzman Art Gallery, Towson State University, Towson, Md., USA                                          | 1986           |
| Osuna Gallery, Washington, D.C.                                                                          | novembro 1990  |
| Gallery K, Washington, D.C.                                                                              | novembro 1994  |
| Galeria Arte e Mania, Lisboa, Portugal                                                                   | novembro 1995  |
| ‘Topos”, McLean Project for the Arts, McLean, Va.                                                        | setembro 1996  |
| Gallery K, Washington, D.C.                                                                              | outubro 1998   |
| “The law of the rare event”, Galeria São Mamede, Lisboa                                                  | 2003           |
| “Arquétipos, mitos e Magia”, Galeria São Mamede, Lisboa                                                  | 2007           |

## Prémios
| Prémio | Ano  |
| 1º Prémio em Pintura na Corcoran School of Art | 1973 |
| Prémio do Comité Feminino - Corcoran Gallery of Art | 1974 |
| Participante em “First Meeting of Distinguished Individuals of Portuguese ancestry Residing Abroad”, patrocinado pelo Ministério dos Negócios Estrangeiros, Porto, Portugal | 1985 |

## Coleções Públicas e Particulares
Chicago Art Institute
Coopers & Lybrand
The Tullman Collection, Chicago, Ill
Museum of Contemporary Art, Lisbon, Portugal
Fundação Callouste Gulbenkian, Centro de Arte Moderna, Lisboa,  Portugal
Foi cedido à Galeria de São Mamede, em Lisboa, uma pintura de Margarida Kendall, “Óleos Recentes de Margarida Kendall”